# Oecetis knutsoni
Oecetis knutsoni är en nattsländeart som beskrevs av Oliver S. Flint Jr. 1981. Oecetis knutsoni ingår i släktet Oecetis och familjen långhornssländor. Inga underarter finns listade i Catalogue of Life.